# Тригг, Дилан
Ди́лан Тригг (англ. Dylan Trigg, род. 18 мая 1978) — британский философ-феноменолог, исследующий вопросы нечеловеческой феноменологии (отвечая вызовам спекулятивного реализма), жуткого, эстетики и философии искусства, а также континентальной философии XX века.

## Биография
Дилан Тригг родился 18 мая 1978 года в графстве Хартфордшир, Великобритания. Получил степень бакалавра в области философии в Биркбеке (Лондонский университет) в 2004 году, магистерскую степень по эстетике в Сассекском Университете в 2005 году. Там же в 2009 году получил Докторскую степень в философии, тема диссертации «Память и место: феноменологическое исследование» («Memory and Place: a Phenomenological Study»).
В 2011—2013 гг. работал при поддержке Фонда Фольксваген в Национальном центре научных исследований в Париже: сначала при Центре исследований прикладной эпистемологии (Centre de Recherche en Epistémologie Appliquée (École Polytechnique)), далее с архивами Эдмунда Гуссерля (Husserl Archives, (École Normale Supérieure)).
Женился в Париже в 2014 году.
C 2012 по 2013 годы жил в Дублине, работал преподавателем в Университетском колледже Дублина. В период с 2014 по 2016 годы жил и работал в Мемфисе, штат Теннесси, США, преподавая на Отделении философии Университета Мемфиса.
В 2016—2017 гг. возвращался в Париж, с 2017 года работает в Австрии при Венском Университете.

## Философия
Философия Дилана Тригга представляет собой проект обновления феноменологической традиции и придания ей «жизнеспособности и динамизма». Утверждая первичность тела для конституирования своего «я», «Нечеловеческая феноменология» или «феноменология ужаса», разрабатываемая Триггом, избегает попадания в «корреляционистский круг» посткантианской философии и всей предыдущей феноменологии. Это происходит благодаря тому, что упомянутое первичное тело не воспринимается с необходимостью как человеческое.
С помощью определения такого телесного субъекта, который «вовсе не обязан быть человеческим субъектом», Дилан Тригг также порывает с этической составляющей предшествующей ему феноменологии, исходящей из чувства единства и согласованности феноменологического опыта. Последнее теряется субъектом новой феноменологии ввиду его раздробленности: имея человеческий аффективный опыт в качестве отправной точки, Тригг исследует ужас (определяемый как «переживание себя как другого») и нечеловеческое, соседствующее в теле с человеческим.
Основываясь на работах Гуссерля, Левинаса и Мерло-Понти, Дилан Тригг действительно развивает существующую традицию (а не «начинает заново»), показывая, что феноменология остается актуальной после новых поворотов континентальной философии и может ответить на антикорреляционистские вызовы Квентина Мейясу.

### Статьи
- Trigg, D. The role of atmosphere in shared emotion (англ.) // Emotion, Space and Society. — 2020. — Vol. 35. — doi:10.1016/j.emospa.2020.100658.
- Trigg, D. On the role of depersonalization in Merleau-Ponty (англ.) // Phenomenology and the Cognitive Sciences. — 1917. — Vol. 16, no. 2. — P. 275—289. — doi:10.1007/s11097-015-9451-x.

### Книги
- The Aesthetics of Decay: Nothingness, Nostalgia and the Absence of Reason (New York: Peter Lang, 2006)
- The Memory of Place: a Phenomenology of the Uncanny (Athens: Ohio University Press, 2012 [Paperback: 2013])
- The Thing: a Phenomenology of Horror (Winchester: Zero Books, 2014)
- Topophobia: a Phenomenology of Anxiety (London: Bloomsbury, 2016)

### На русском языке
- Дилан Тригг. Нечто : феноменология ужаса. — Пермь: Hyle Press, 2017. — 174 с. — ISBN 978-5-9906611-5-8.
- Тригг Д. Психоанализ руин // Неприкосновенный запас, 2013. № 3.